# Verde Mota (pera)
Verde Mota, es el nombre de una variedad cultivar de pera europea Pyrus communis. Esta pera está cultivada en la colección de la Estación Experimental Aula Dei (Zaragoza). Esta pera también está cultivada en diversos viveros entre ellos algunos dedicados a conservación de árboles frutales en peligro de desaparición. Esta pera variedad muy antigua es originaria de España, en Fondón provincia de Almería (comunidad autónoma de Andalucía), y tuvo su mejor época de cultivo comercial antes de la década de 1960, y actualmente en menor medida aún se encuentra.

## Historia
En España 'Verde Mota' está considerada incluida en las variedades locales autóctonas muy antiguas, cuyo cultivo se centraba en comarcas muy definidas. Se caracterizaban por su buena adaptación a sus ecosistemas y podrían tener interés genético en virtud de su adaptación. Se encontraban diseminadas por todas las regiones fruteras españolas, aunque eran especialmente frecuentes en la España húmeda. Estas se podían clasificar en dos subgrupos: de mesa y de cocina (aunque algunas tenían aptitud mixta).
'Verde Mota' es una variedad clasificada como de mesa, se utiliza también en la cocina, difundido su cultivo en el pasado por los viveros comerciales y cuyo cultivo en la actualidad se ha reducido a huertos familiares y jardines privados.

## Características
El peral de la variedad 'Verde Mota' tiene un vigor medio; florece a finales de abril; tubo del cáliz en embudo con tamaño medio, en forma de embudo con conducto estrecho, bastante largo.
La variedad de pera 'Verde Mota' tiene un fruto de tamaño medio; forma turbinada aplastada, cuello poco acentuado o sin cuello, asimétrica, y con el contorno muy irregular; piel lisa o semi-granulosa, brillante o mate; con color de fondo verde aceituna oscuro, sin chapa o chapa ligerísima sonrosado oscuro, presenta un punteado muy abundante, blanquecino, a veces ruginoso, con aureola verdosa, pequeñas manchitas de ruginoso-"russeting" como salpicaduras, por todo el fruto y en algunos frutos zona ruginosa en el borde de la cavidad del ojo, en general un aspecto feo, "russeting" (pardeamiento áspero superficial que presentan algunas variedades) medio; pedúnculo de longitud medio o largo, fino, ensanchado hacia el extremo superior, sin llegar a formar maza, ligeramente carnoso, a veces formando anillos en la base, recto o curvo y retorcido, con iniciación de yemas, de color verde o parcialmente ruginoso-"russeting", implantado casi derecho, cavidad peduncular nula o muy estrecha y superficial, con el borde ondulado o mamelonado; anchura de la cavidad calicina media, bastante profunda, con el borde liso; ojo medio, redondeado, abierto o semicerrado. Sépalos ovales, lanosos, extendidos.
Carne de color blanco; textura fina, mantecosa y a la vez ligeramente granulosa, poco jugosa; sabor dulce, aromático, bueno; corazón muy pequeño, pedregoso, forma con tendencia a romboidal. Eje estrecho, relleno o ligeramente hueco. Celdillas muy pequeñas. Semillas con tamaño y forma muy variable, color castaño rojizo con zonas casi negras, la mayoría abortadas.
La pera 'Verde Mota' tiene una maduración en la segunda decena de julio (en E. E. Aula Dei de Zaragoza). Aguanta en buenas condiciones un mes de almacenamiento en un ambiente refrigerado. Se usa como pera de mesa fresca, y en cocina.